# اچ‌ام‌ای‌اس اچوکا
اچ‌ام‌ای‌اس اچوکا (به انگلیسی: HMAS Echuca) یک کشتی بود که طول آن ۱۸۶ فوت (۵۷ متر) بود. این کشتی در سال ۱۹۴۲ ساخته شد.